# Ильчик
Ильчик — река в России, протекает по Балаковскому району Саратовской области. Впадает в Саратовское водохранилище, ранее устье реки находилось в 1130 км по левому берегу реки Волга. Длина реки в 1966 году составляла 24 км.
До затопления нижней части Саратовским водохранилищем имела приток — реку Березовка, впадавшую на 5 км левого берега.

## Данные водного реестра
По данным государственного водного реестра России относится к Нижневолжскому бассейновому округу, водохозяйственный участок реки — Волга от Саратовского гидроузла до Волгоградского гидроузла, без рек Большой Иргиз, Большой Караман, Терешка, Еруслан, Торгун. Речной бассейн реки — Волга от верхнего Куйбышевского водохранилища до впадения в Каспий.
Код объекта в государственном водном реестре — 11010002212112100009477.